# 1246
| 1246               |
| ------------------ |
| Dødsfald - Fødsler |
|                    |

| Gregoriansk kalender | 1246 MCCXLVI            |
| Ab urbe condita      | 1999                    |
| Armensk kalender     | 695 ԹՎ ՈՂԵ              |
| Kinesiske kalender   | 3942 – 3943 乙巳 – 丙午 |
| Etiopisk kalender    | 1238 – 1239             |
| Jødisk kalender      | 5006 – 5007             |
| Hindukalendere       |                         |
| - Vikram Samvat      | 1301 – 1302             |
| - Shaka Samvat       | 1168 – 1169             |
| - Kali Yuga          | 4347 – 4348             |
| Iransk kalender      | 624 – 625               |
| Islamisk kalender    | 644 – 645               |

Konge i Danmark: Erik Plovpenning, med 1232 og ene 1241-1250
Se også 1246 (tal)

## Begivenheder
- Randers afbrændes af hertug Abels tropper.